# Relaciones El Salvador-Venezuela
Las relaciones El Salvador-Venezuela se refieren a las relaciones internacionales que existen entre El Salvador y Venezuela.

## Historia
El Salvador estuvo entre los diez países de Centroamérica y el Caribe que suscribieron el Acuerdo Energético de Caracas el 19 de octubre de 2000, en el cual Venezuela vendería petróleo bajo condiciones preferenciales de pago, algunas de las cuales serían un año de gracia y quince años de crédito, con 2% de tasa de interés anual. En septiembre de 2012, y por las continuas alzas de los precios del combustible en El Salvador, el país toma la decisión de solicitar su ingreso a la organización Petrocaribe.[cita requerida]

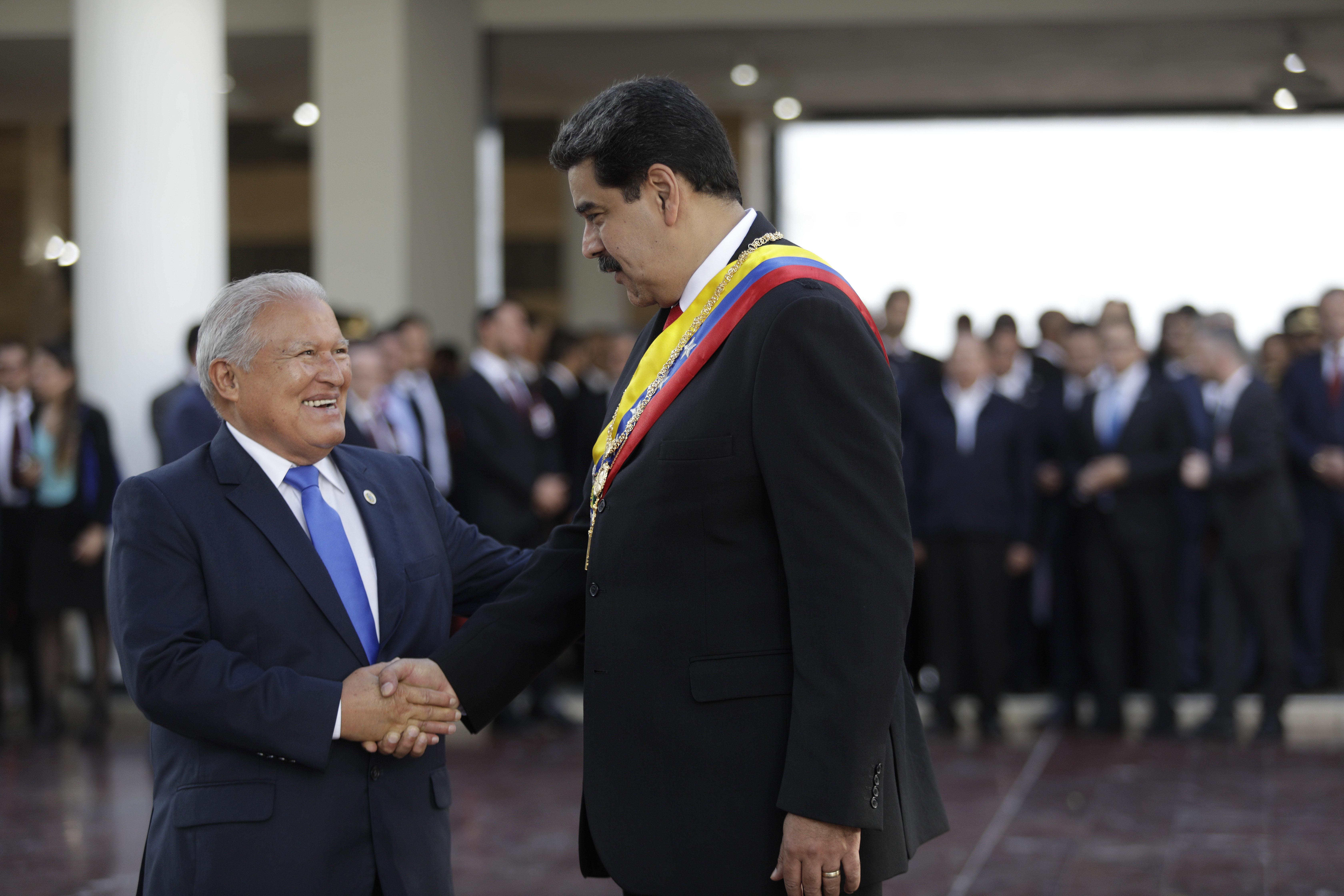
El expresidente de El Salvador, Salvador Sánchez Cerén, con el presidente Nicolás Maduro.

El presidente de El Salvador, Salvador Sánchez Cerén, expresó su solidaridad con el presidente Nicolás Maduro durante las protestas en Venezuela de 2017 y posteriormente lo felicitó por las elecciones a la Aamblea Nacional Constituyente.
El Salvador expresó su apoyo a las elecciones presidenciales de Venezuela de 2018, reconoció los resultados donde se proclamó como ganador a Nicolás Maduro, y se abstuvo en una resolución de la Organización de Estados Americanos, aprobada el 5 de junio de 2018, en la cual se desconocen los resultados de las elecciones presidenciales.
En 2019, la Asamblea Legislativa de El Salvador desconoció a Maduro como presidente de Venezuela y respaldó a Juan Guaidó durante la crisis presidencial en el país. Por el contrario, el gobierno salvadoreño publicó un comunicado en el que respaldaba de Nicolás Maduro y rechazaba la juramentación de Guaidó.
Después de las elecciones presidenciales de El Salvador el mismo año, donde el candidato Nayib Bukele resultó elegido, El Salvador ha manifestado su apoyo a Juan Guaidó y ha sido muy crítico con la gestión de Nicolás Maduro. En noviembre del año pasado, Bukele ordenó la expulsión de los representantes diplomáticos de Maduro en el territorio salvadoreño, y en 2020 el ministerio de relaciones exteriores de El Salvador felicitó a Juan Guaidó por su reelección como presidente de la Asamblea Nacional de Venezuela en la Elección de la Comisión Delegada, haciendo un llamado para convocar a elecciones para elegir a un nuevo presidente e iniciar un proceso de salida a la crisis que atraviesa el país.
El 16 de marzo de 2025, mediante un acuerdo entre Trump y Bukele, se acordó el uso del CECOT para el encarcelamiento de miembros del Tren Aragua. Actualmente, 238 venezolanos se encuentran presos en el CECOT. El gobierno venezolano ha rechazado su uso, afirmando que se trata de persecución. El 20 de abril de 2025, el presidente salvadoreño Nayib Bukele propuso a Nicolás Maduro un acuerdo humanitario que contemplaba la repatriación de 252 venezolanos encarcelados en el CECOT a cambio de la liberación de igual número de presos políticos en Venezuela, entre ellos Rafael Tudares, Roland Carreño, Rocío San Miguel, y aproximadamente 50 ciudadanos de otras 22 nacionalidades. Aunque el Ministerio de Relaciones Exteriores salvadoreño formalizó la propuesta mediante comunicación oficial el 22 de abril de 2025, hasta el 29 de abril el gobierno venezolano no ha emitido respuesta a esta iniciativa diplomática.

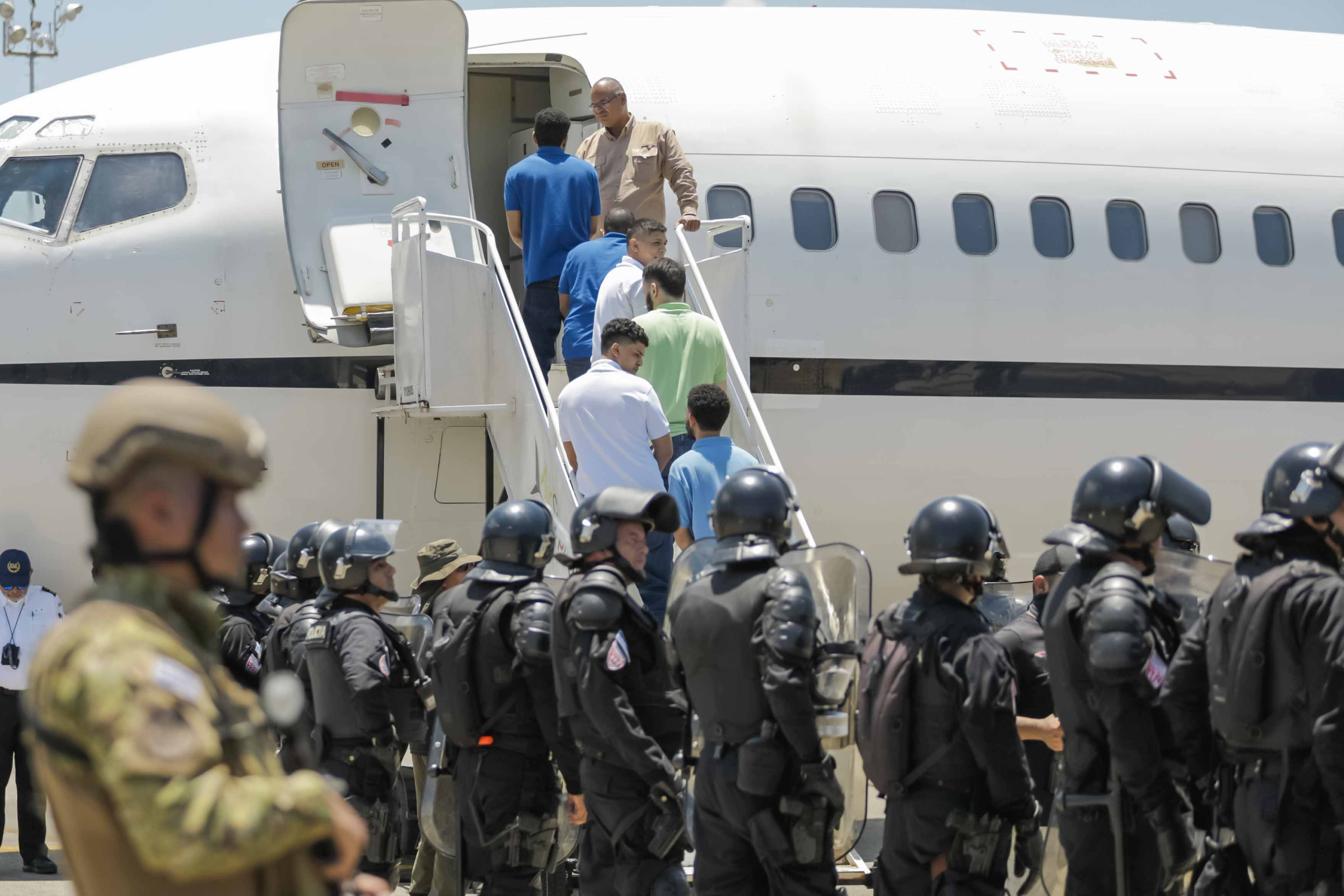
Intercambio de presos entre El Salvador, Venezuela y Estados Unidos.

El 18 de julio de 2025, el presidente de El Salvador, Nayib Bukele, anunció la repatriación de todos los ciudadanos venezolanos que se encontraban detenidos en territorio salvadoreño. Estos individuos habían sido acusados de pertenecer a la organización criminal conocida como Tren de Aragua (TDA). La medida fue parte de un acuerdo bilateral que incluyó el intercambio de los mencionados detenidos por un grupo considerable de presos políticos venezolanos, así como por ciudadanos estadounidenses que se encontraban retenidos como rehenes en Venezuela.
Según lo declarado por Bukele, la operación fue el resultado de meses de negociaciones diplomáticas con el régimen venezolano que durante años se había negado a liberar a lo que consideraba una de sus principales monedas de cambio: los rehenes extranjeros y los presos políticos.
Posteriormente, el Secretario de Estado de los Estados Unidos, Marco Rubio, confirmó a través de su cuenta oficial en la red social X que un total de diez ciudadanos estadounidenses habían sido liberados como parte del acuerdo. Rubio expresó su agradecimiento al presidente Bukele por su papel en la facilitación del acuerdo, destacando tanto la liberación de los rehenes estadounidenses como la de los presos políticos venezolanos.